# Advanced Science
Advanced Science è una rivista scientifica interdisciplinare, ad accesso aperto e sottoposta a revisione paritaria, che si occupa di ricerca fondamentale e applicata in scienza dei materiali, fisica e chimica, medicina e scienze della vita, nonché ingegneria.
È pubblicata dalla Wiley-VCH ed è stata fondata nel 2014. Il caporedattore è Kirsten Severing.

## Indicizzazione
Gli abstract e gli articoli della rivista sono indicizzati da:
- Chemical Abstracts Service
- Current Contents/Physical, Chemical & Earth Sciences[2]
- Science Citation Index Expanded[2]

Secondo il Journal Citation Reports, nel 2022 la rivista ha ricevuto un fattore di impatto pari a 15.1.